# Хони
Хони (груз. ხონი) — город на западе Грузии, в провинции Имеретия.
Расположен на Колхидской низменности, на левом берегу реки Цхенисцкали, в 25 км к западу от Кутаиси, в 22 км к северу от Самтредиа (ближайшая железнодорожная станция), в 30 км к востоку от Сенаки.

## История
Город был построен абхазским царём Феодосием.
Статус города с 1921 года.
С 1936 по 1989 носил название Цулукидзе в честь местного уроженца, грузинского революционного деятеля и литературоведа А. Г. Цулукидзе.
С 17 мая 1977 года по сентябрь 1992 года в Цулукидзе базировался 325-й отдельный транспортно-боевой вертолётный полк. В 09.1992 выведен на полевой аэродром станицы Егорлыкская Ростовской области.
В советское время в городе работали шелкомотальная и чайная фабрики, заводы: полимерной тары, синтетических материалов, механический.